# Top Hat (musical)
Top Hat è un musical con colonna sonora di  Irving Berlin tratto dal film del 1935 Cappello a cilindro. La pellicola, diretta da Mark Sandrich, fu uno dei più grandi successi della coppia formata da Fred Astaire e Ginger Rogers. Così come il film, il musical racconta dei tentativi del ballerino Jerry Travers di conquistare il cuore della bella indossatrice Dale Tremont.
Il musical, andato in scena per sedici mesi (dall'aprile 2012 all'ottobre 2013) all'Aldwych Theatre di Londra, vinse il Laurence Olivier Award al miglior nuovo musical.